# Daniele Crespi
Daniele Crespi (Busto Arsizio, 1597-1600 – Milano, 19 luglio 1630) è stato un pittore italiano.

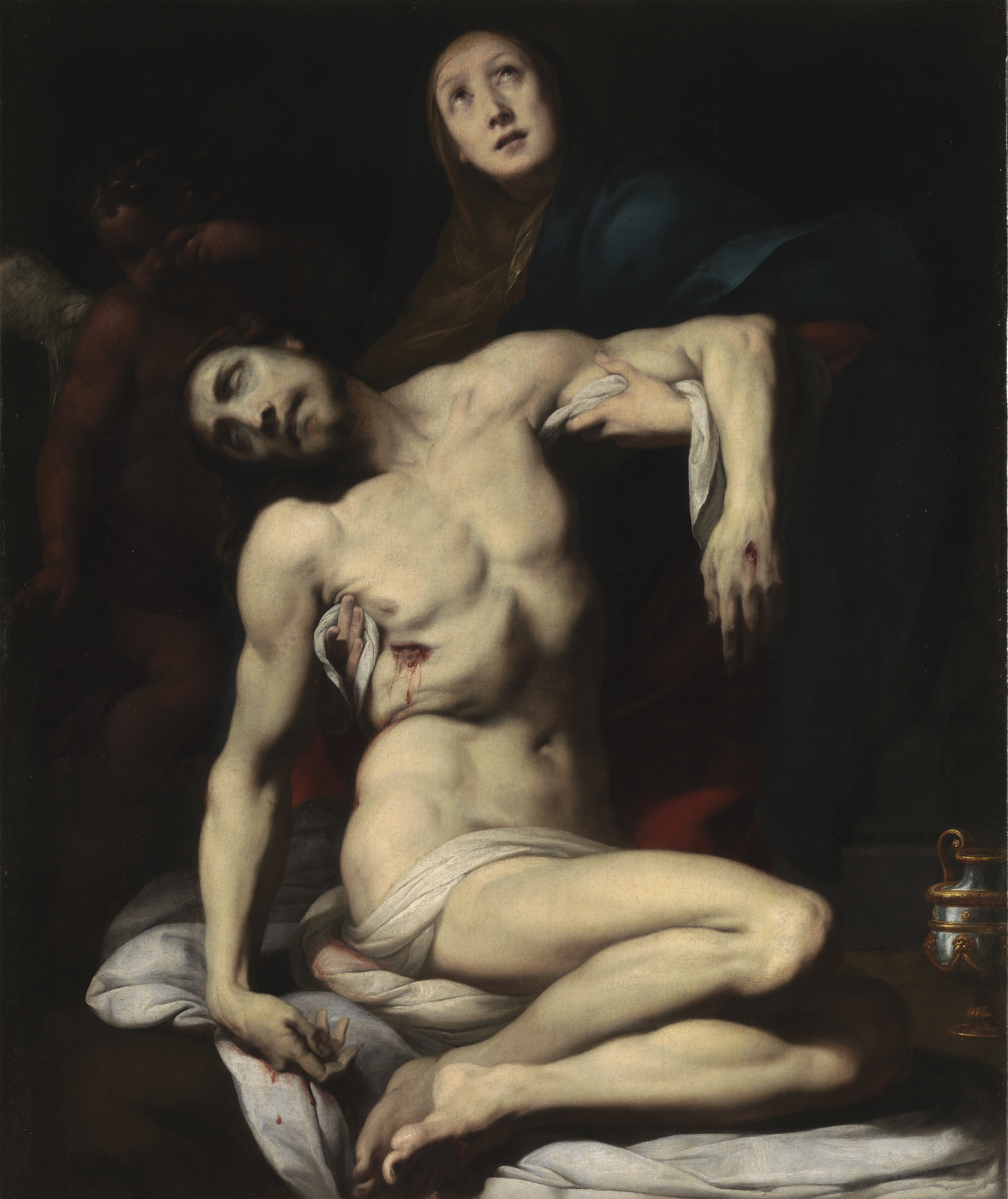
Daniele Crespi - La Pietà (Madrid, Prado)

Nonostante la sua prematura scomparsa a causa della peste manzoniana del 1630, è annoverato tra i maggiori esponenti del Seicento lombardo.

## Biografia
Daniele Crespi faceva parte di una famiglia di pittori originaria di Busto Arsizio, cui apparteneva anche uno dei suoi maestri, Giovan Battista Crespi, detto il Cerano (Romagnano Sesia, 1573 – Milano, 1632). Le influenze artistiche principali furono il manierismo accademico di Camillo Procaccini, quello più sofferto del Cerano e il realismo di Pier Francesco Mazzucchelli, detto il Morazzone. In misura minore, lo ispirarono le opere di Andrea De Ferrari,  di Rubens, di Van Dyck e di pittori spagnoli come Zurbarán. Nelle sue ultime opere Crespi si distaccò progressivamente dal manierismo nel quale si era formato, per avvicinarsi a un classicismo di matrice carraccesca.
Le sue prime opere note sono la decorazione della cappella di Sant'Antonio e i pennacchi della cupola con i Quattro evangelisti, entrambe nella chiesa di San Vittore al Corpo a Milano, datati 1619. Di poco successivi sono la Decollazione del Battista nella cappella di S. Giovanni e l'Adorazione dei Magi in Sant'Alessandro in Zebedia. La realizzazione di queste importanti commissioni testimoniano la precocità del pittore, che allora doveva essere intorno ai vent'anni.
Appartengono sempre al periodo giovanile la decorazione della cappella dell'Annunciata nella basilica di Sant'Eustorgio e le tele per la chiesa di San Protaso ad Monachos e ora in San Giovanni a Busto Arsizio.
Nel 1621 risulta iscritto all'Accademia Ambrosiana, istituita da Federico Borromeo presso la Pinacoteca Ambrosiana, presieduta dal Cerano.
Alla metà degli anni venti del Seicento risalgono le commissioni di un altro importante ordine monastico milanese, quello dei canonici Lateranensi di Santa Maria della Passione. Per questa importante basilica, seconda a Milano per ampiezza solo al duomo, il Crespi dipinse numerose opere: alcune figure di lateranensi e di santi nella navata centrale, il Cristo sorretto da un angelo, le ante d'organo con la Lavanda dei piedi, l'Innalzamento e la Deposizione dalla croce, e uno dei suoi più intensi capolavori, Il digiuno di san Carlo Borromeo.

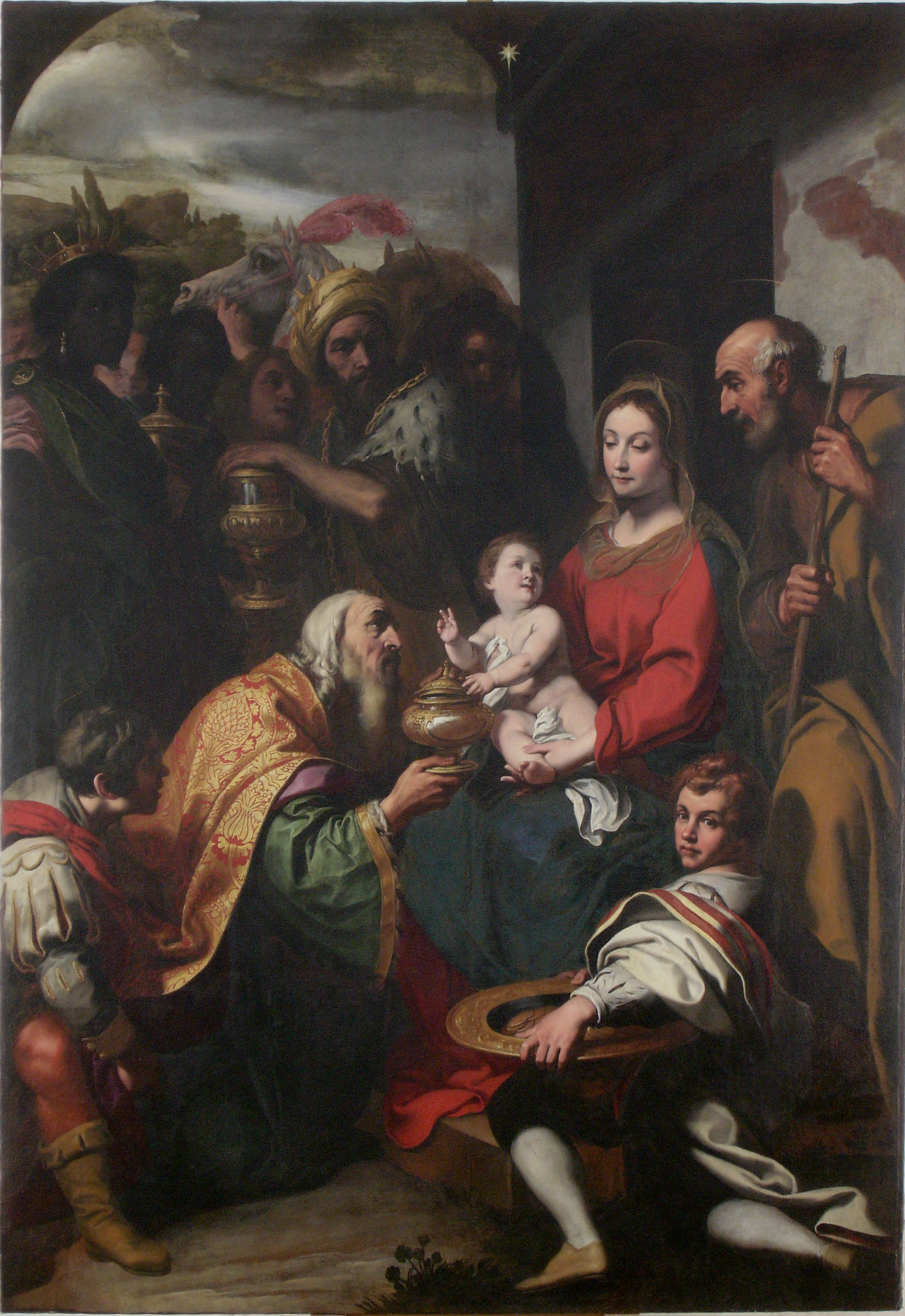
Adorazione dei Magi, Pavia, Duomo

I migliori risultati del Crespi sono rappresentati dal Digiuno di san Carlo Borromeo (Milano, chiesa di Santa Maria della Passione) e dal Ciclo di San Bruno nella Certosa di Garegnano (o Certosa di Milano), terminato nel 1629.  Alcune novità furono da lui apportate nella lettura e nell'analisi del tema, nella definizione degli ambienti, degli scenari architettonici e nell'indagine psicologica dei personaggi.
Oltre alla produzione di opere di soggetto religioso per i maggiori ordini monastici del milanese, Daniele Crespi ebbe notevole fama di ritrattista. Fra le sue opere più importante di tale genere si annoverano l'Autoritratto degli Uffizi (1627), il ritratto di Manfredo Settala della Pinacoteca Ambrosiana, il ritratto del chirurgo Enea Fioravanti del Castello Sforzesco, il ritratto di Antonio Olgiati della Collezione Koelliker a Milano, il ritratto di gentiluomo con barba e il ritratto di giovane della Collezione Borromeo, Isola Bella, Stresa.
Tra il 1629 e il 1630, «La sua permanenza alla Certosa di Pavia fu conseguenza di una fuga da Milano dove il pittore colpì il modello a cui aveva fatto indossare un saio, uccidendolo e poi ritraendolo morto. [...] Durante la sua permanenza alla Certosa, Crespi dipinse varie opere, dagli affreschi del Chiostrino a una pala dell'altare delle reliquie. L'opera più nota è rappresentata dal Cristo che riceve da San Bruno e dalla Vergine le reliquie dei Santi. Per quest'opera il pittore mise in posa diversi frati del convento ma nel rappresentare la Madonna, per quanto cercasse di eseguire la figura femminile, non riusciva a rendere reali le mani e il volto. Siccome la regola monastica non ammetteva presenze femminili in convento, al pittore fu concesso di scegliere tra i tanti bisognosi che quotidianamente si recavano alla porta della Certosa: la scelta cadde su una giovane contadina dall'ovale regolare e dalle mani affusolate. Terminata l'opera, il Crespi fuggì dalla Certosa e i frati non ebbero più notizie né di lui né della modella.»
Poco dopo avere rilevato la prestigiosa bottega di Camillo Procaccini morì a Milano, il 19 luglio 1630, vittima della grande peste manzoniana, lasciando incompiuta la sua opera di maggiore impegno, il ciclo di affreschi della Certosa di Pavia, che fu terminato da Francesco Valletti entro il 1630. Il maestoso ciclo del Crespi riveste per intero le pareti del coro, mentre le volte ospitano ancora la decorazione affrescata di epoca rinascimentale. Si tratta di un ciclo composito, con scene tratte dal Nuovo Testamento, dalle agiografie di santi certosini e di altri santi, abilmente inserito nell'architettura gotica tramite un complesso sistema di quadrature decorative, che incorniciano grandi scene sacre e riquadri più piccoli con figure isolate di evangelisti, dottori della Chiesa, profeti, sibille, santi e beati certosini.
A lui è intitolato un istituto superiore di Busto Arsizio che comprende un liceo classico, un liceo linguistico e un liceo delle scienze umane. Nel 2006 la sua città natale ha organizzato una mostra monografica, esponendo sue opere conservate in musei italiani e stranieri.

## Opere

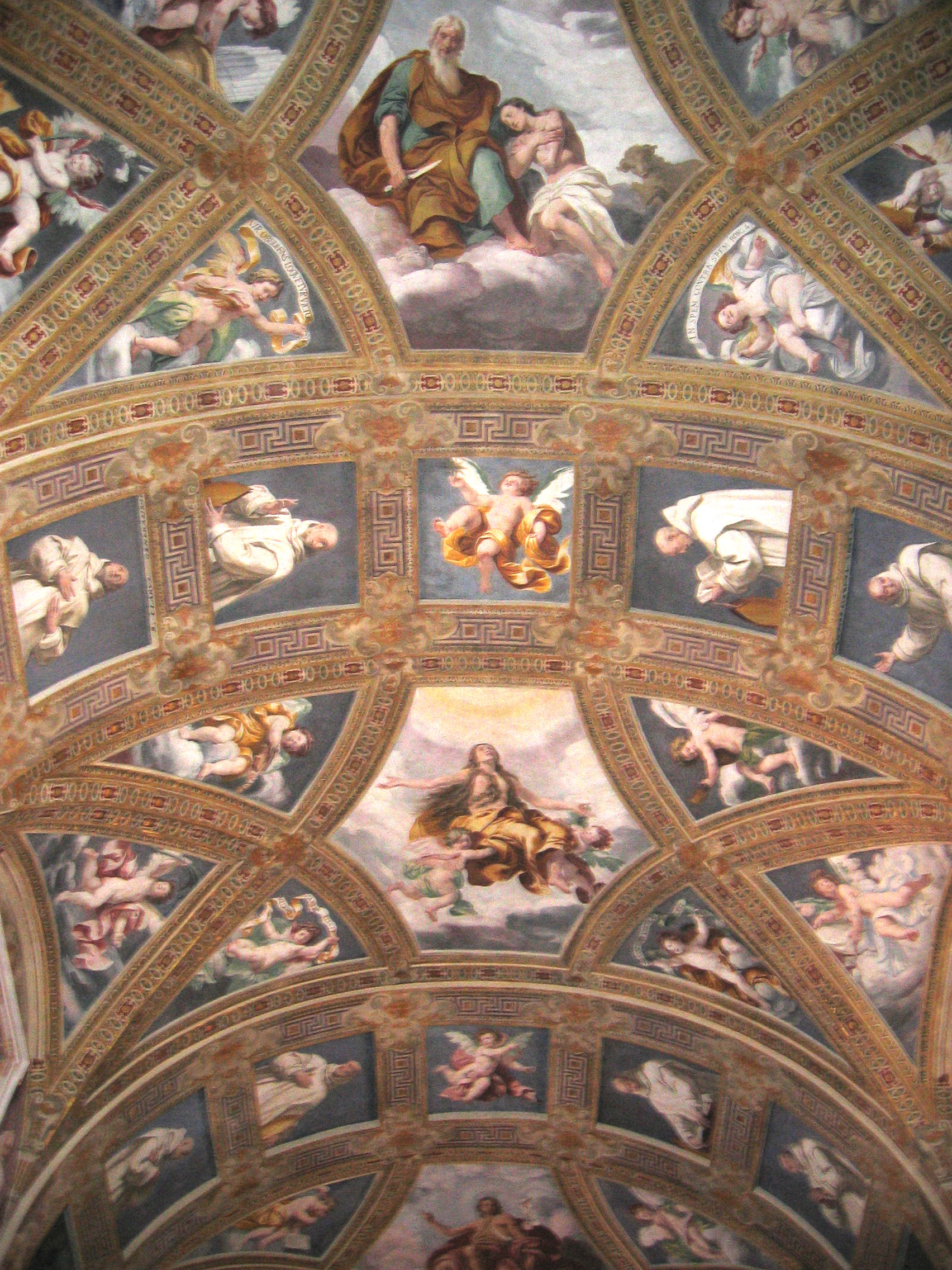
Daniele Crespi - La volta della certosa di Garegnano

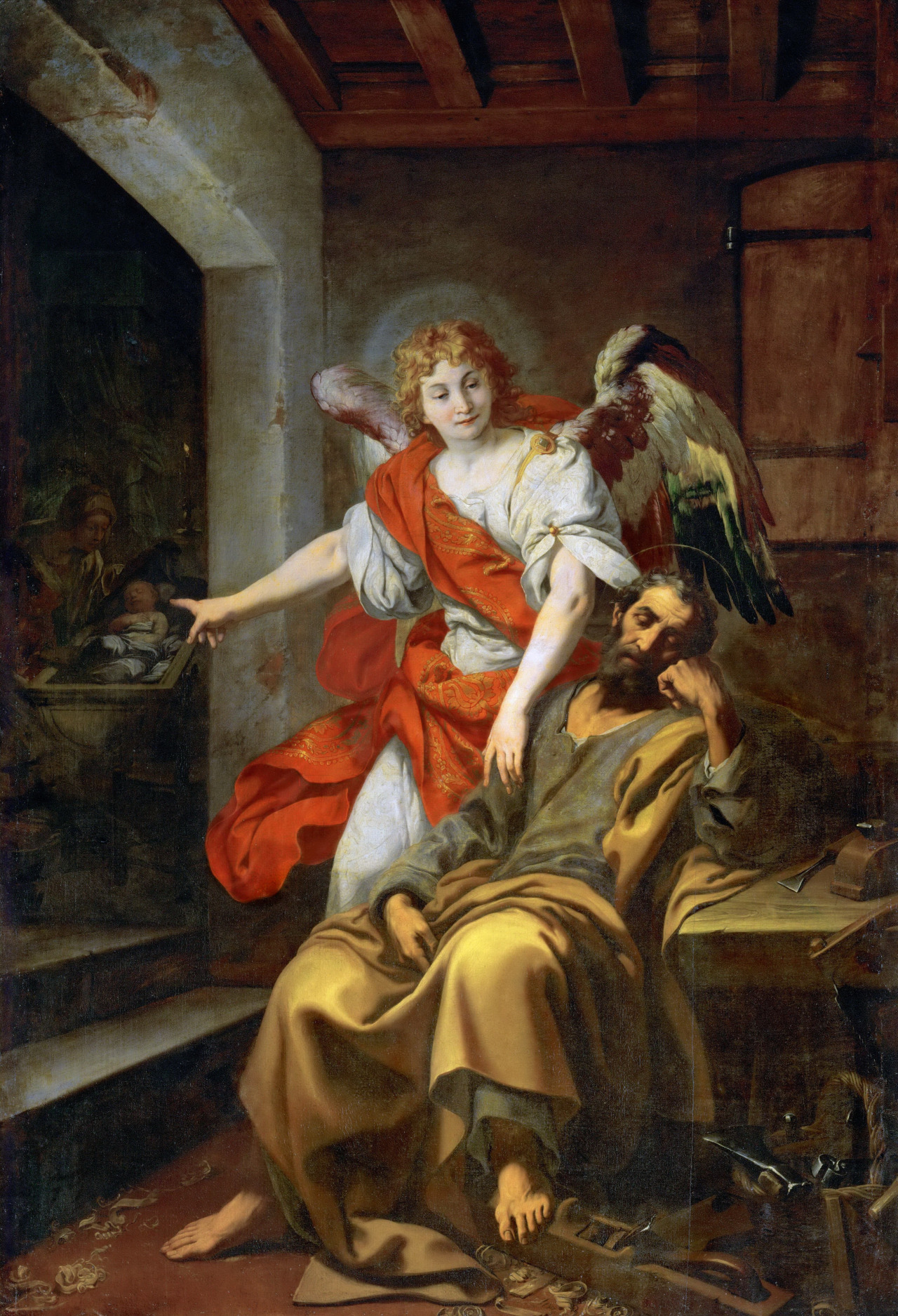
Daniele Crespi - Il sogno di san Giuseppe (Kunsthistorischen Museum)

- San Paolo rapito in cielo (Milano, basilica di Sant'Eustorgio, affresco sulla volta della cappella di San Paolo, 1620)[6]
- Martirio di santo Stefano (1622), pinacoteca del Castello Sforzesco, Milano
- Cristo morto adorato da san Domenico di Guzman (Busto Arsizio, basilica di San Giovanni Battista), olio su tela, 1623
- Adorazione dei pastori (1623-1625), pinacoteca del Castello Sforzesco, Milano
- Adorazione dei magi (1623), Duomo di Pavia[7]
- L'ultima cena, olio su tela, (Pinacoteca di Brera; 1624-25)
- Andata al Calvario, olio su tela (206 x 235 cm), (Pinacoteca di Brera; 1620 circa - 1630 circa)
- Ritratto di scultore, olio su tela (69 x 48,5 cm), (Pinacoteca di Brera; 1625 circa)
- Flagellazione, olio su tela, 1626
- Il rinnegamento di Pietro, olio su tavola, 1624 circa, Pinacoteca Malaspina, Pavia
- Martirio di San Marco, olio su tela, 1626, Chiesa di San Marco, Novara[8][9]
- Pietà, olio su tela, 1626 (Museo del Prado)
- Digiuno di san Carlo Borromeo (Milano, chiesa di Santa Maria della Passione)
- Il ciclo di San Bruno nella certosa di Garegnano (o certosa di Milano), affresco, terminato nel 1629 (firmato il 5 aprile di quell'anno)
  - Il ciclo vero e proprio è composto dagli affreschi seguenti:
    - La resurrezione di Raimondo Diocrès (dove il medico parigino risorge temporaneamente al proprio funerale per annunciare al Santo di essere stato condannato all'inferno)[10][11]
    - San Bruno e compagni da Ugo di Grenoble
    - La benedizione della prima pietra della Grande Chartreuse
    - Apparizione di san Pietro e della Vergine col Bambino a san Bruno e ad alcuni monaci
    - San Bruno incontra Ruggero di Calabria
    - Apparizione di san Bruno a Ruggero di Calabria

  - I seguenti affreschi completano l'opera:
    - Urbano II approva l'esperienza certosina
    - San Bruno rifiuta la carica arcivescovile
    - Il sacrificio di Isacco, medaglione
    - Maria Maddalena assunta in cielo per ascoltare i cori angelici, medaglione
    - San Giovanni Battista, medaglione
    - Ascensione di Gesù, medaglione
- La conversione di san Paolo, olio su tela
- Cristo morto sorretto da un angelo, olio
- Gesù crocifisso tra san Francesco d'Assisi e san Carlo Borromeo, olio
- Cristo risana il cieco, olio su tela (340 x 228 cm), cappella dell'Ospedale degli Incurabili di Pavia, ora in Pinacoteca Malaspina, Pavia
- Estasi di una santa, olio su tela (258 x 180 cm), Genova, basilica della Santissima Annunziata del Vastato
- Affreschi nel coro e nel chiostro piccolo e pala del transetto della certosa di Pavia
- Sogno di san Giuseppe (Vienna, Kunsthistorischen Museum)
- Madonna con bambino e angeli tra San Francesco e San Carlo Borromeo, Collegiata di San Biagio, Codogno
- Madonna con bambino e angeli tra San Francesco e San Carlo Borromeo, Pinacoteca Ambrosiana, Milano